# Port lotniczy Haugesund
Port lotniczy Haugesund – międzynarodowy port lotniczy położony w Haugesundzie. Jest jednym z największych portów lotniczych w zachodniej Norwegii.

## Linie lotnicze i połączenia
| Linia lotnicza               | Kierunek |
| ---------------------------- | --- |
| Norwegian Air Shuttle        | 1. Alicante 2. Oslo-Gardermoen Sezonowo: 1. Malaga                                                                       |
| Scandinavian Airlines System | 1. Kopenhaga 2. Oslo-Gardermoen Sezonowo: 1. Trondheim Sezonowe czartery: 1. Chania 2. Gran Canaria 3. Palma de Mallorca |
| Widerøe                      | 1. Bergen |
| Wizz Air                     | 1. Gdańsk |